# Deilanthe peersii
Deilanthe peersii är en isörtsväxtart som först beskrevs av L. Bol., och fick sitt nu gällande namn av Nicholas Edward Brown. Deilanthe peersii ingår i släktet Deilanthe, och familjen isörtsväxter. Inga underarter finns listade i Catalogue of Life.